# Annona reticulata
O coração-de-boi (Annona reticulata), também conhecido como ata, condessa, jacama, fruta-do-conde, miloló, pinha, araticum, araticum-de-cheiro e fruta-da-condessa, é uma espécie da família Annonaceae .

## Etimologia
"Pinha" deriva do latim pinea. "Araticum" deriva do tupi arati'kum.

## Descrição

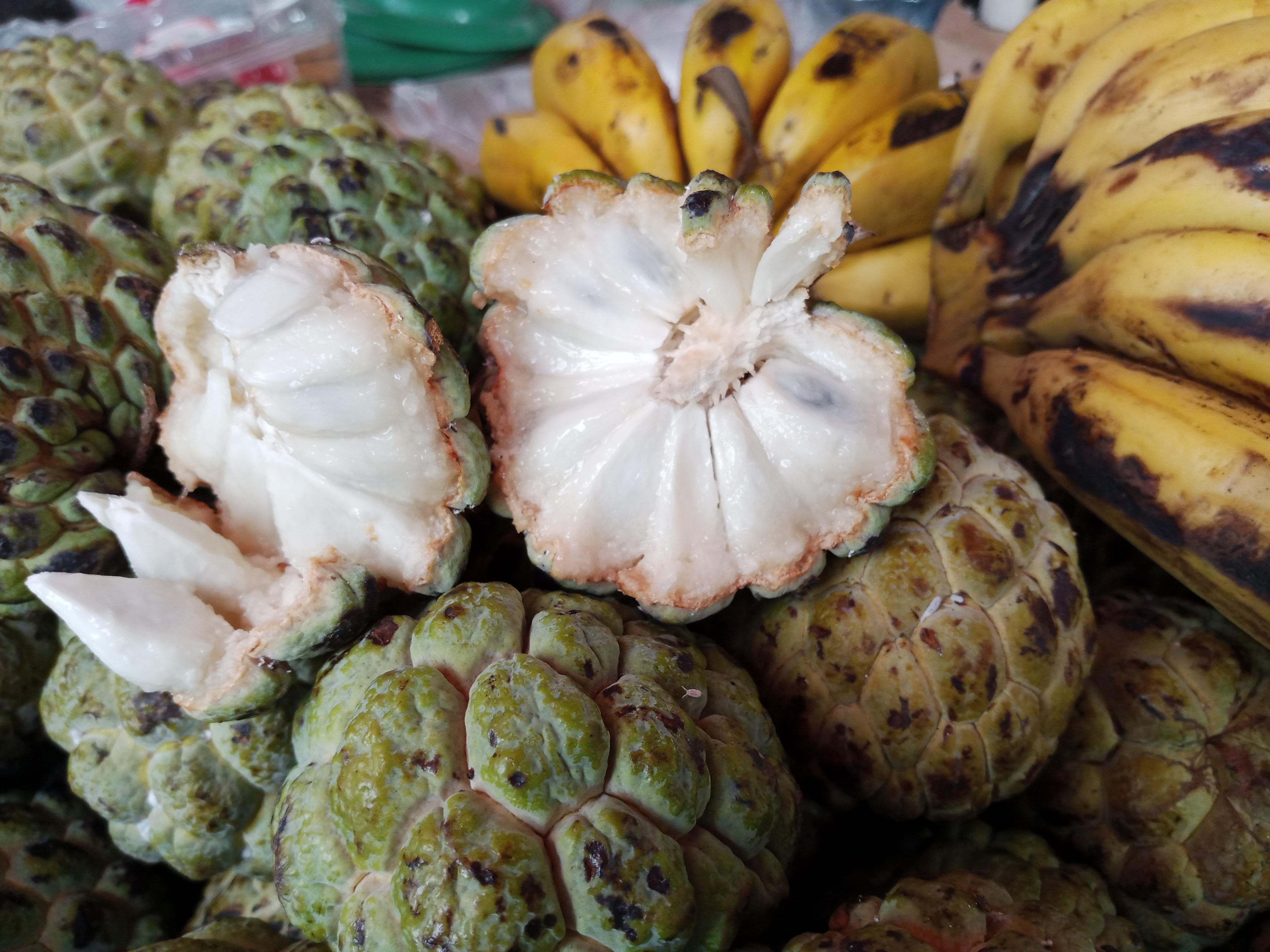
Annona reticulata.

É uma árvore pequena, de folhas ásperas, empoeiradas e avermelhadas; flores numerosas, amarelas ou branco-esverdeadas, com manchas púrpuras; o fruto é uma baga composta, de casca avermelhada ou amarelada; a madeira é fibrosa, macia e usada em construção civil.

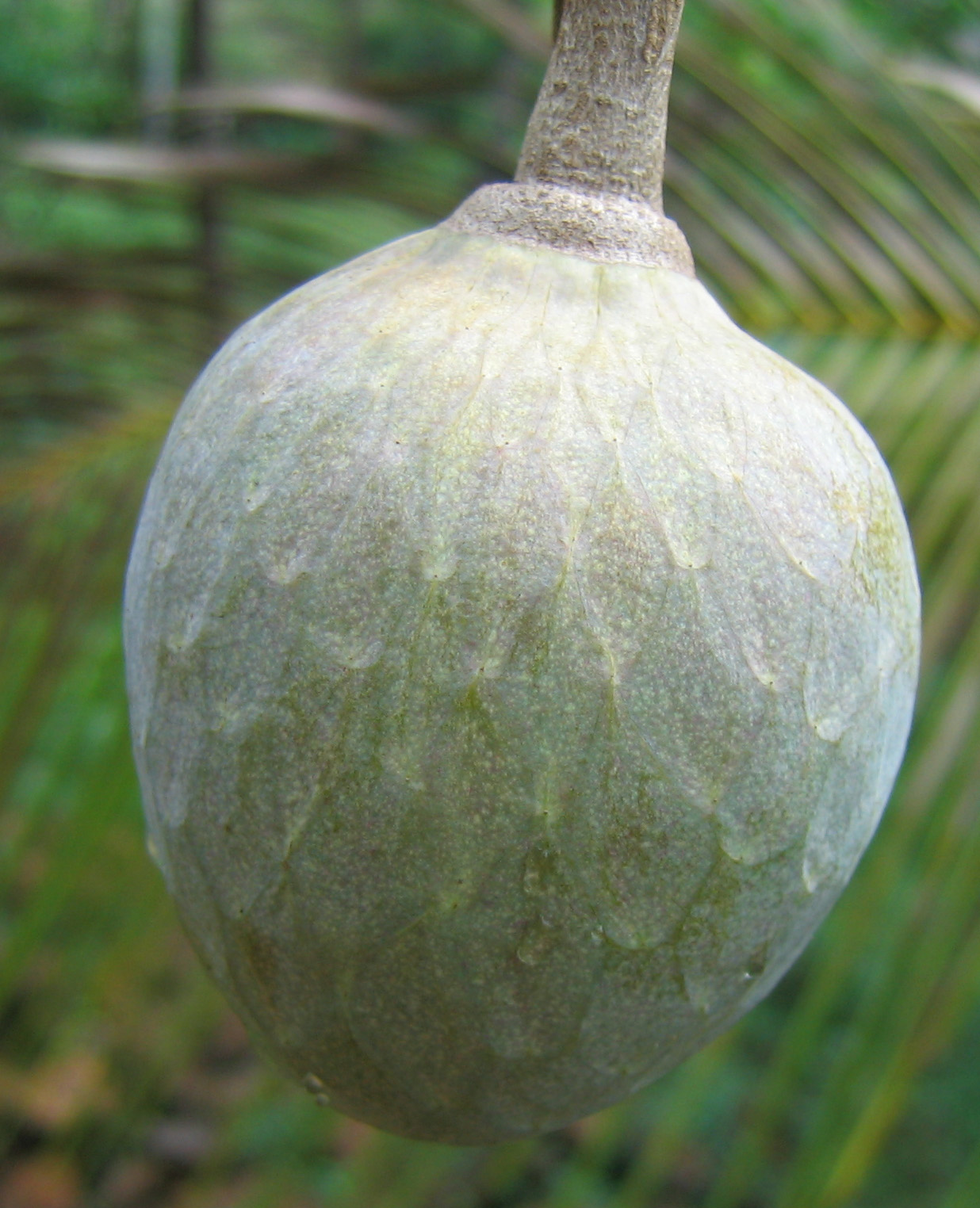
Fruta da espécie Annona reticulata